# Juan Manuel Varea
Juan Manuel Varea (Buenos Aires, Capital Federal, Argentina; 23 de marzo de 1986) es un futbolista argentino. Juega como delantero y su equipo actual es el Paola Hibernians FC de la Premier League de Malta de Malta.

## Honores
En enero de 2010, fue galardonado como el mejor jugador extranjero de la liga de Bosnia y Herzegovina.

## Clubes
| Club                    | País                 | Año           |
| ----------------------- | -------------------- | ------------- |
| Vélez Sarsfield         | Argentina            | 2006-2007     |
| Deportivo Español       | Argentina            | 2007          |
| Central Córdoba         | Argentina            | 2008          |
| Depor Jamundí           | Colombia             | 2008          |
| NK Široki Brijeg        | Bosnia y Herzegovina | 2009-2012     |
| Ravan Baku FK           | Azerbaiyán           | 2012-2014     |
| FK Željezničar Sarajevo | Bosnia y Herzegovina | 2014-2015     |
| PFC Cherno More Varna   | Bulgaria             | 2015          |
| KS Bylis Ballsh         | Albania              | 2016          |
| Paola Hibernians FC     | Malta                | 2016-presente |